# Blacksburg (Carolina del Sur)
Blacksburg es un pueblo ubicado en el condado de Cherokee, en el estado estadounidense de Carolina del Sur. El pueblo en el año 2000 tiene una población de 1880 habitantes en una superficie de 4.8 km², con una densidad de 393.4 personas por km². 

## Geografía
Blacksburg se encuentra ubicado en las coordenadas 35°7′14″N 81°30′59″O / 35.12056, -81.51639. Según la Oficina del Censo, el pueblo tiene un área total de 4,8 km² (1,9 mi²), toda ella tierra firme.

## Demografía
En 2000 la renta per cápita promedia del hogar era de $26.453, y el ingreso promedio para una familia era de $35.208. El ingreso per cápita para la localidad era de $16.833. En 2000 los hombres tenían un ingreso per cápita de $27.384 contra $21.207 para las mujeres. Alrededor del 17.40% de la población estaba bajo el umbral de pobreza nacional. 